# UGC 12812
UGC 12812 (również Markarian 331) – galaktyka spiralna znajdująca się w konstelacji Pegaza. UGC 12812 znajduje się w odległości około 250 milionów lat świetlnych od Ziemi. Galaktyka ta w ciągu roku wytwarza nowe gwiazdy o średniej masie 80 mas Słońca. UGC 12812 nie posiada typowych ogonów pływowych. Pozostaje kwestią otwartą czy galaktyka ta powstała w wyniku połączenia galaktyk, czy też jej kształt jest wynikiem innego procesu.